# Polisportiva Licata 1983-1984
Questa voce raccoglie le informazioni riguardanti la Polisportiva Licata nelle competizioni ufficiali della stagione 1983-1984.

## Rosa
| N. |                   | Ruolo | Calciatore           |
| -- | ----------------- | ----- | -------------------- |
|    | Italia (bandiera) | D     | Fedele Amato         |
|    | Italia (bandiera) | P     | Giuseppe Bavaro      |
|    | Italia (bandiera) | D     | Castrense Campanella |
|    | Italia (bandiera) | D     | Angelo Consagra      |
|    | Italia (bandiera) | A     | Michele Daidone      |
|    | Italia (bandiera) | D     | Rosario De Cento     |
|    | Italia (bandiera) | D     | Ignazio Gnoffo       |
|    | Italia (bandiera) | A     | Carlo Lanza          |
|    | Italia (bandiera) | D     | Maurizio Lo Giudice  |
|    | Italia (bandiera) | D     | Massimo Lo Verde     |

| N. |                   | Ruolo | Calciatore           |
| -- | ----------------- | ----- | -------------------- |
|    | Italia (bandiera) | D     | Calogero Mulè        |
|    | Italia (bandiera) | P     | Antonino Patti       |
|    | Italia (bandiera) | A     | Michele Pecoraro     |
|    | Italia (bandiera) | C     | Giuseppe Romano      |
|    | Italia (bandiera) | A     | Vittorio Schifilliti |
|    | Italia (bandiera) | A     | Antonino Scifo       |
|    | Italia (bandiera) | C     | Marcello Socievole   |
|    | Italia (bandiera) | D     | Giorgio Taormina     |
|    | Italia (bandiera) | C     | Angelo Zappulla      |